# De syv urskiver
De syv urskiver (en: The Seven Dials Mystery) er en spændingsroman af Agatha Christie, som ikke har en af de sædvanlige detektiver til at forestå opklaringen. Den foregår i efterretningskredse, og er den type, hun selv betegnede som "lette at skrive". 

## Plot
Lord Caterham's datter, Lady Eileen Brent, blandt venner kaldet "Bundle", bliver involveret i en spionage – sag, der også omfatter drab. Et kodeord til løsningen er det hemmelige selskab, De syv urskiver, men Bundle misforstår (næsten konsekvent), hvad det hele drejer sig om. Efter en hæsblæsende jagt på morderen får hun forklaringen af Politiinspektør Battle fra Scotland Yard. Det er en underholdende affære, hvor både mordet og identiteterne på medlemmerne af det hemmelige selskab, De syv urskiver, afsløres; men der er ikke mange beviser, der peger på skurken. En tvetydig sætning tidligt i forløbet kan dog muligvis give læseren en ide om, hvem det er.

## Anmeldelser
De syv urskiver fik generelt fine anmeldelser, muligvis fordi offentligheden havde stor sympati for forfatteren, der kort før udgivelsen havde opnået skilsmisse på grund af ægtefællens utroskab. 

## Bearbejdning
De syv urskiver er filmatiseret i 1981, men filmen har aldrig været vist i Danmark.

## Udgaver på dansk
- Carit Andersen (De trestjernede kriminalromaner); 1962
- Forum (Agatha Christie, Bind 12); 1972(3).
- Wøldike; 1986